# Lothar Sieber

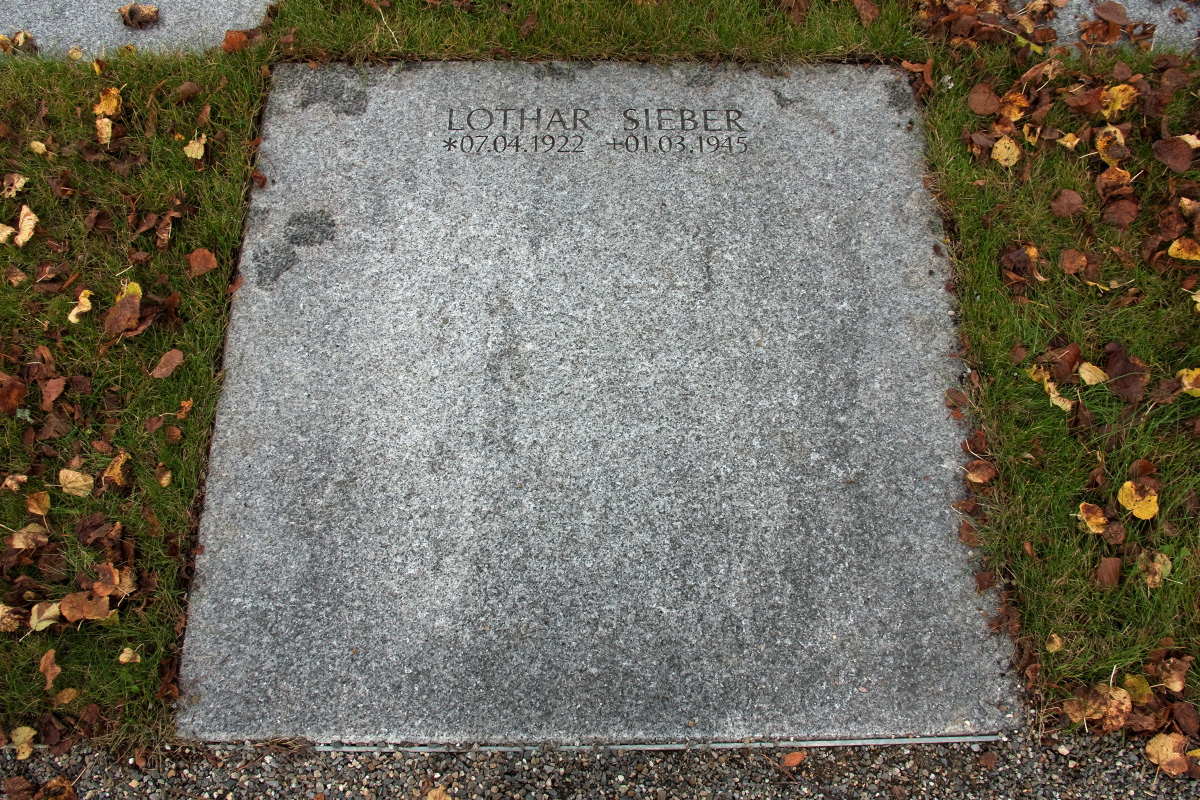
Das Grab von Lothar Sieber auf dem Friedhof von Stetten am kalten Markt

Lothar Sieber (* 7. April 1922 in Dresden; † 1. März 1945 bei Stetten am kalten Markt-Nusplingen) war ein Pilot der deutschen Luftwaffe im Zweiten Weltkrieg. 1944 wurde er bei der Firma Bachem in Waldsee als Testpilot übernommen und führte den ersten bemannten Senkrechtstart eines Raketenflugzeugs in der Geschichte mit der Bachem Ba 349 Natter durch, bei dem er sein Leben verlor.

## Leben
Sieber wollte bereits als Kind Pilot werden. Er begann seine Ausbildung am 17. Januar 1940 an der Fliegerschule Sch/FAR 53, die am 18. März 1941 in die FFS (A/B) 122 in Gutenfeld umbenannt wurde (Arbeitsplatz: Schippenbeil). Im Januar 1941 wurde er mit „hervorragend“ ausgezeichnet. Sieber war außerordentlich talentiert und kam bei Kriegseinsätzen problemlos mit unterschiedlichsten Flugzeugtypen zurecht. Er flog unter anderem auch einen italienischen Transporter sowie erbeutete sowjetische und US-amerikanische Bomber, wie die Tupolew TB-3 oder die Boeing B-17. Sieber wurde für seine Leistungen zum Leutnant befördert und hatte ab 24. April 1942 beim Kampfgeschwader 51 sein erstes Kommando inne. Am 11. Februar 1943 wurde er von einem Feldgericht in Minsk wegen eines Wachvergehens durch Alkohol zum einfachen Flieger degradiert. Er erhielt nach Intervention durch Hermann Göring sechs Wochen verschärften Arrest.
Im August 1944 befreite Sieber beim KG 200 in der Ukraine mit einem Kampfzonentransporter Arado Ar 232 während eines lebensgefährlichen Tiefflugeinsatzes hinter den feindlichen Linien unter Beschuss 23 eingeschlossene Kameraden. Dafür erhielt er ein Anerkennungsschreiben durch den damaligen Führer des KG 200, Major Werner Baumbach, der selbst ein sehr erfolgreicher Kampfpilot war, sowie das Eiserne Kreuz I. Klasse. Nach weiteren fliegerischen Erfolgen schlug ihn Otto Skorzeny, Chef der SS-Jagdverbände, für das Deutsche Kreuz in Gold vor. Lothar Sieber blieb Flugzeugführer einer Arado Ar 232, bis er im Dezember 1944 Testpilot bei der Firma Bachem (Bachem Werke GmbH) in Waldsee wurde.
Der 22-jährige führte am 1. März 1945 den ersten bemannten Flug auf dem senkrecht startenden Raketenflugzeug Bachem Ba-349 Natter durch und kam dabei ums Leben. Es war ihm versichert worden, dass seine Degradierung zum Gefreiten nach dem Testflug aufgehoben und er zum Oberleutnant befördert werden sollte. Dieser Dienstgrad wurde ihm dann auch postum verliehen. Kurz vor dem Start hatte Sieber sich mit der Luftwaffenhelferin Gertrud Nauditt verlobt.

## Der Flug

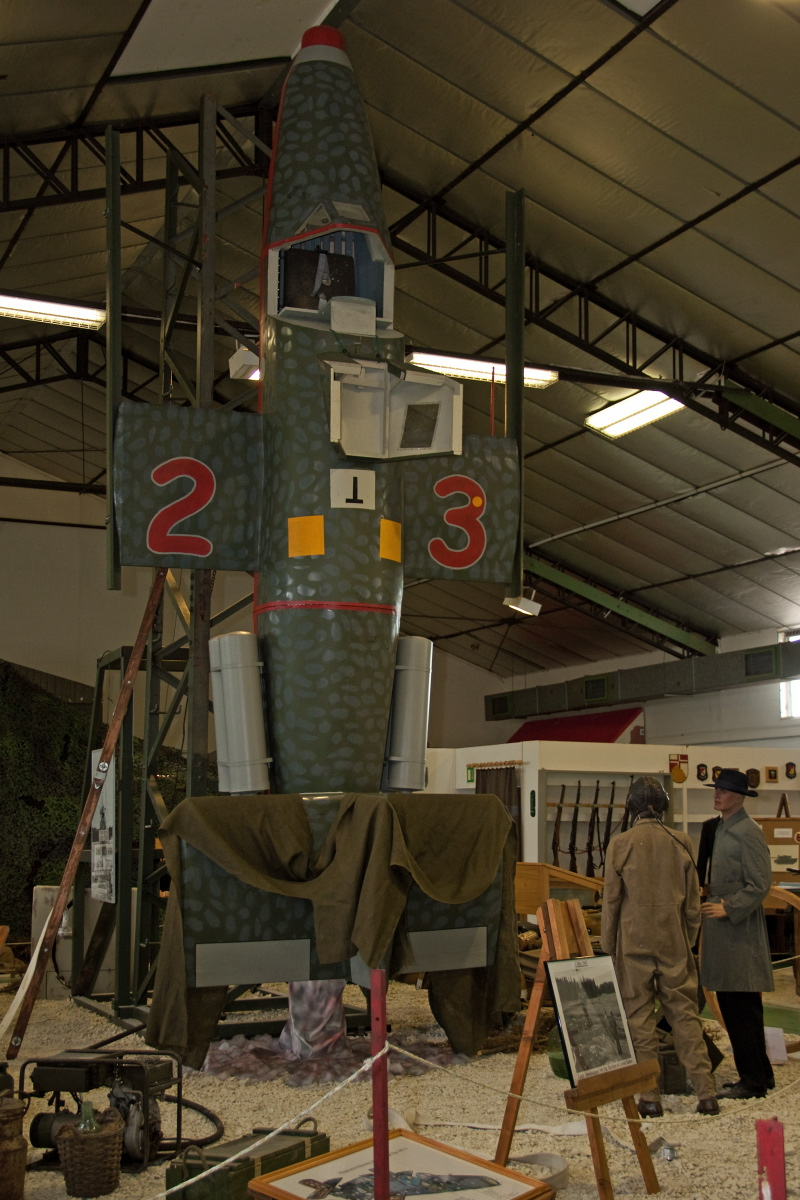
Nachgestellte Szene der letzten Anweisungen von Erich Bachem an Lothar Sieber vor dem Nachbau der Natter M23 in der militärgeschichtlichen Sammlung Stetten am kalten Markt

Die Ba-349 war ein bemanntes Raketenflugzeug, das innerhalb weniger Minuten eine Höhe von 10 bis 15 km erreichen sollte, um die alliierten Bomberverbände zu bekämpfen. Der Pilot und die wesentlichen Teile des Fluggerätes sollten nach dem Einsatz am Fallschirm zu Boden schweben.

Abschrift des Testaments von Lothar Sieber

Nachdem Lothar Sieber ab Anfang Dezember 1944 das Natterprojekt näher kennengelernt hatte, ließ er sich von der Raketentechnik begeistern und war von seinem Erfolg bei der Erprobung fest überzeugt. Zum Erfinder und Chefkonstrukteur Erich Bachem hatte er volles Vertrauen und fieberte, genauso wie der Konstrukteur selbst, bei jedem Startversuch einer Versuchsmaschine mit. So war er neben verschiedenen erfolgreichen automatisch gesteuerten Starts diverser Versuchsmaschinen auch zugegen, als am 26. Februar 1945 die Natter M33 nach dem Start in der Luft explodierte. Trotz aller Begeisterung für das Projekt und allem Vertrauen in Bachem, erkannte er dennoch das erhebliche Risiko, das der Start mit sich brachte, und verfasste am Vortag des Starts noch sein Testament.
Am 1. März 1945 bestieg Sieber das Gerät an der Startrampe auf dem Ochsenkopf des Truppenübungsplatzes Heuberg zum ersten bemannten Start des Projekts Natter. Er bestand vor dem Start darauf, die bereits erfolgreich getestete automatische Askania-Fluglagesteuerungsautomatik (Hersteller: Askania-Werke Berlin-Reinickendorf) nicht zu verwenden, sondern die Maschine von Hand über die Ruder zu steuern. Vor dem Start wurde Sieber instruiert, jeweils eine halbe Rolle zu fliegen, falls sich die Maschine auf die Seite legen sollte. Der Start glückte einwandfrei. Sieber flog laut Augenzeugen dabei auch die vereinbarte Rolle, als eine Neigung des Fluggeräts eintrat. Nach dem Abwurf der Schmidding-Feststoffstarthilfsrakete wurde beobachtet, dass sich die Kabinenhaube der Maschine abgelöst hatte und zu Boden fiel. Daraufhin verschwand die Natter in einer Wolkendecke. Den Augenzeugen nach feuerte das Triebwerk auch jetzt noch. Kurze Zeit später kam die Maschine senkrecht abwärts aus den Wolken geschossen und bohrte sich mit hoher Geschwindigkeit in den Boden. Der Flug dauerte nur rund 55 Sekunden. Die Bodenmannschaft wartete vergeblich auf einen Fallschirm mit dem Piloten. Die Absturzstelle befand sich in knapp 7 km Entfernung nahe Nusplingen, einem Ortsteil von Stetten am kalten Markt. Dort fand man einen 5 m tiefen Einschlagkrater, einen halben linken Arm und ein halbes linkes Bein, ansonsten nur noch kleinste Leichenteile. Später wurde noch ein 14 cm langer Schädelknochen ausgegraben.
Die Rekonstruktion des missglückten Teststarts ergab eine Durchschnittsgeschwindigkeit von rund 800 km/h. Als offizielle Unfallursache wurde ein zu schwach dimensioniertes Haubenscharnier angegeben. Tatsächliche Ursache war jedoch eine verklemmte Schmidding-Starthilfsrakete, die Sieber nach Funkbefehl durch heftige Flugmanöver abschütteln sollte. Die Haube wurde durch Sieber abgeworfen, da er aussteigen wollte, um sich mit dem Fallschirm zu retten, was ihm jedoch per Funk untersagt worden sein soll. Stattdessen sollte Sieber die Maschine mit dem Bremsschirm wieder stabilisieren. Dies misslang aber, da sich der Bremsschirm im Heck wegen der verklemmten Starthilfsrakete nicht öffnen ließ. Sieber verlor in den tiefliegenden Wolken vermutlich die Orientierung. Dadurch bekam das Flugzeug Rückenlage und flog flacher. Der Pilot deutete die Geschwindigkeitszunahme fälschlicherweise als Sinkflug und zog offenbar an den Rudern, was die Lage verschlimmerte und schließlich zum unumkehrbaren Sturzflug führte. Er versuchte wohl noch, aus der Kabine zu entkommen, scheiterte jedoch an der extremen Fluggeschwindigkeit. Lediglich die linken Extremitäten haben nach Fundlage beim Einschlag aus der Maschine geragt und wurden beim Aufschlag abgetrennt. Der Rest seines Körpers zerschlug, als sich die Maschine in den Untergrund trieb.
Nach dem Unglück sollte die wahre Unfallursache vertuscht werden, um eine sonst fällige Überarbeitung der Konstruktion zu vermeiden. Dabei sollen sogar Bilder retuschiert worden sein, um zu verschleiern, dass die Natter mit einem FUG-16-Funkgerät ausgestattet war.
Die Natter war als Abfang-Raketenflugzeug geplant, das von nur kurz ausgebildeten Piloten geflogen werden sollte. Wegen der Kriegslage war der erste bemannte Start nur schlecht vorbereitet und im wahrsten Sinne des Wortes ein Himmelfahrtskommando. Nach Siebers Tod wurden noch weitere unbemannte Starts auf dem Heuberg durchgeführt. Diese dienten hauptsächlich der Erprobung der vereinfachten Startlafette aus Holz, die auch beim Einsatz der Natter im Rahmen der „Operation Krokus“ als Startstellen hätte zum Einsatz kommen sollen. Das nahende Kriegsende und der Vormarsch der alliierten Truppen führten allerdings zu einem jähen Ende des gesamten Projekts Natter.
Die sterblichen Überreste von Lothar Sieber wurden am 3. März 1945 mit militärischen Ehren auf dem Friedhof von Stetten am kalten Markt beigesetzt. Sein ursprüngliches Einzelgrab wurde im Rahmen einer Neugestaltung der Gräber der Kriegstoten 2005 dort mit einbezogen.
1998/99 fanden an der Absturzstelle Lothar Siebers Ausgrabungen statt, bei denen auch die Überreste einer der Schmidding-Starthilfsraketen gefunden wurde. Dies war der Beweis dafür, dass sich eine Hilfsrakete nicht korrekt vom Rumpf der Maschine M23 gelöst hatte. Die Originalteile der M23, die bei den Ausgrabungen gefunden wurden, sind in der militärgeschichtlichen Sammlung Stetten am kalten Markt auf dem Lagergelände Heuberg zu besichtigen. Dort steht auch ein Nachbau der Versuchsmaschine M23, mit der Sieber ums Leben kam.